# 林才添
林才添（1903年4月12日—1989年11月13日），字達庵，號博敏，臺灣宜蘭縣人，在日治時期結束後，擔任數種公職，於民國四十九年到五十三年（1960年－1964年）間擔任宜蘭縣縣長。此外他也是蘭陽窯業株式會社與私立復興工業學校的創辦人。

## 生平
林才添出生時生母因難產而失去意識，由宜蘭頭圍儒醫林應魁所醫治，後來並被他收為養子。於七歲時進入頭圍公學校就讀，畢業後未升學就讀中學校，而是向其養父林應魁學習漢學。而在他十五歲時，開始過著晚上在頭圍區長役場向劉騰輝學習漢文，白天在「金石香號」工作並學習簿記、珠算、刻印等技能的半工半讀生活。
而到了大正七年（1918年）時，他在參加於宜蘭公學校舉辦的代用教員養成講習後，成為頭圍公學校的雇員，於任教期間曾做為大谷公學校的代表去參加宜蘭郡教學研究發表會，並在《臺灣教育》雜誌發表文章。除此之外，他還曾被推舉為頭圍青年會長。後來林才添在昭和二年（1927年）的1月辭去教職，專心擔任頭圍信用組的理事，並使頭圍信用組合成為當時的模範組合。
至於公職方面，林才添在昭和五年（1930年）時被選為官派頭圍庄協議會員，後來又連任二屆，而在五年後（1935年）他辭去官派職位，以民選方式當選並連任至日治時期結束為止。而在他擔任內協議會員期間曾爭取建設大溪漁港、二圍公學校的遷校。此外他在昭和十二年（1937年）擔任宜蘭郡保甲協會會長與頭圍保甲密合會會長，三年後（1940年）赴朝鮮、東北、華北、京滬一帶考察，之後在十七年（1942年）成為頭圍庄警防團團長。
第二次世界大戰結束後，他在民國三十五年（1946年）12月由首屆頭城鄉民代表會選為第二屆頭城鄉鄉長，三年後（1949年）又獲選為宜蘭水利委員會主任委員。他在民國四十年（1951年）時以全宜蘭縣第一高票當選首屆宜蘭縣議員，之後連任第二、三、四屆議員，並在第三、四屆時還膺選為宜蘭縣議長。民國四十九年（1960年）高票當選為第四屆宜蘭縣長。
晚年從政壇退隱後，仍繼續擔任中華民國紅十宇會臺灣省分會宜蘭縣支會支會長、仁濟救濟院常務董事，以及頭城登瀛吟社社長。民國七十四年（1985年），擔任《頭城鎮志》的編纂委員，並開始撰寫回憶錄。民國七十八年（1989年）11月13日，於頭城病逝，享年八十七歲。

## 著作
- 《達庵八三回憶錄》：為林才添於1985年春天開始撰寫，1986年3月自行出版的回憶錄。內文分五篇，主要內容是作者家庭與個人經歷，以及所參與的地方公共事務。書名取為八三是因為當時作者為八十三歲的關係[4]。